# Фурма

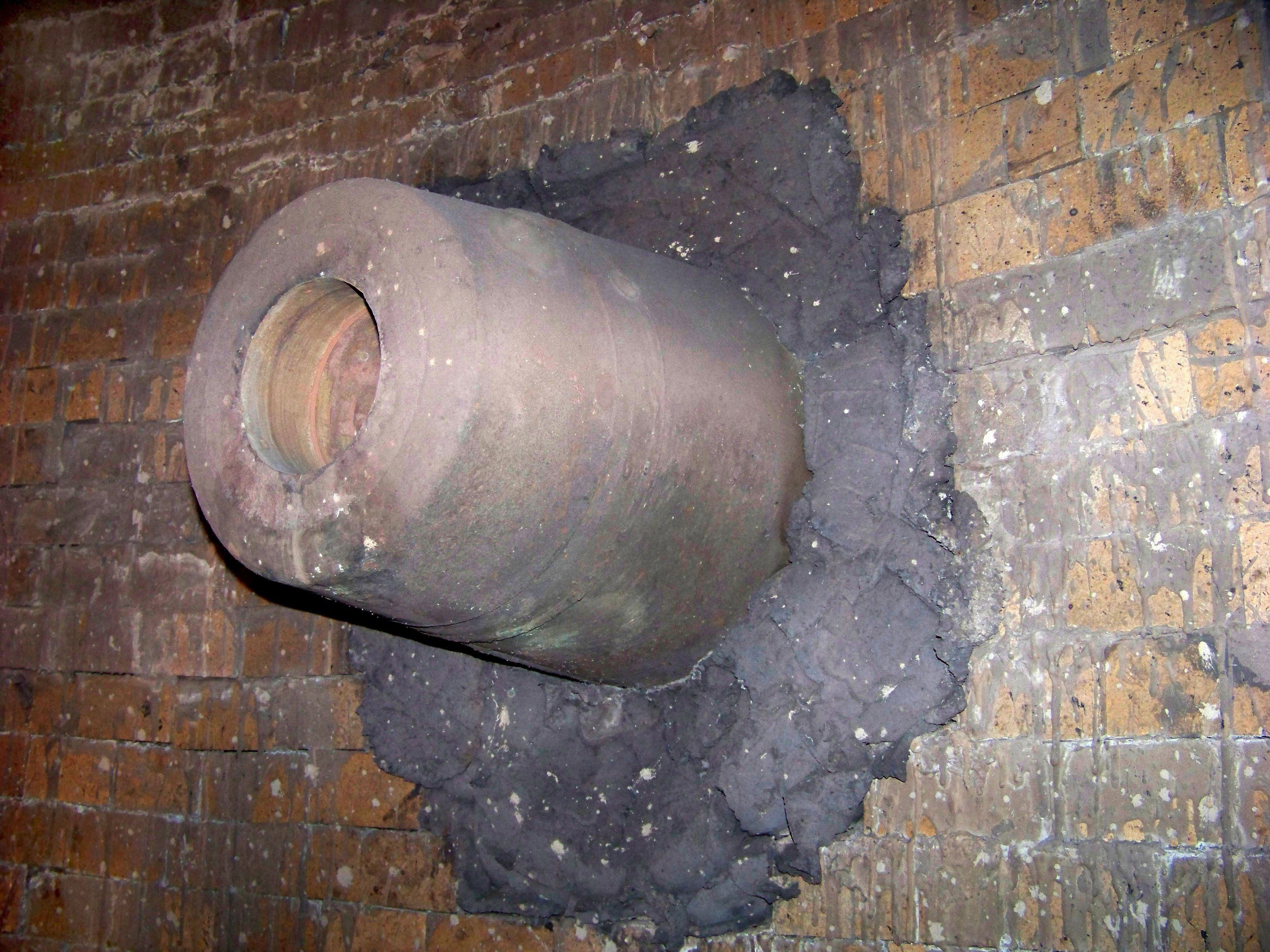
Фурма доменной печи (вид изнутри печи)

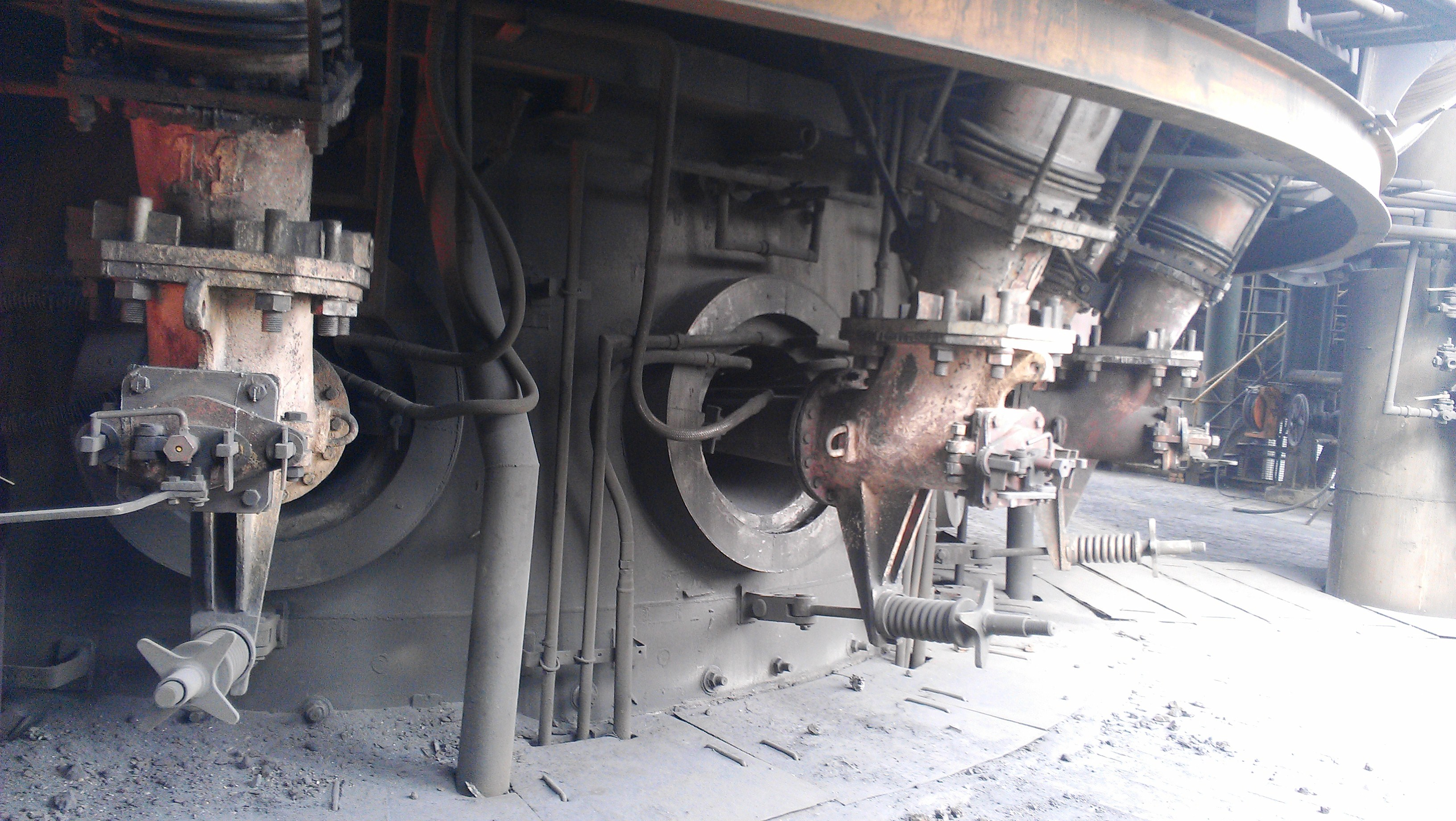
Фурменные приборы доменной печи

Фу́рма — приспособление для вдувания газообразных, жидких и твёрдых веществ в металлургическую печь или ковш.

## Классификация
В зависимости от предназначения и конструкции выделяют следующие виды металлургических фурм:
- воздушные — для подачи горячего дутья в доменную печь;
- продувочные — для подачи технологических газов в расплав;
- кислородные — для продувки расплава кислородом;
- кислородно-топливные — для подачи в печь кислорода в смеси с газообразным, твёрдым или жидким топливом;
- вспомогательные — для отбора проб и замера температуры металла.

## В производстве стали
В металлургических агрегатах для производства стали различают погружные и донные фурмы. Погружной фурмой называется футерованная стальная труба с одним или несколькими соплами на конце. Донной фурмой называется пористая вставка (пористый огнеупор) в печи ниже уровня металла.
К числу погружных фурм относят нефутерованные водоохлаждаемые стальные трубы для подачи кислорода или воздуха в плавильный агрегат для выжигания углерода из жидкого металла. Погружные фурмы различают на: конвертерные, мартеновские и фурмы для электродуговых печей.

## В доменном производстве
Доменные фурменные приборы устанавливают в верхней части горна для подачи дутья (разогретый восстановительный газ t = 1600—1800 °С) для поджига и раздувания топлива. Также доменные фурменные приборы позволяют подавать (вдувать) в горн печи метан, водород, мазут и другие виды газообразного, жидкого и твёрдого топлива.